# Africaleurodes balachowskyi
Africaleurodes balachowskyi là một loài côn trùng cánh nửa trong họ Aleyrodidae, phân họ Aleyrodinae.
Africaleurodes balachowskyi được Cohic miêu tả khoa học đầu tiên năm 1968.